# Saskia Lettmaier
Saskia Katharina Lettmaier (* 11. März 1979 in Schweinfurt) ist eine deutsche Rechtswissenschaftlerin, Rechtshistorikerin  und Hochschullehrerin.

## Leben
Auf ihr Bachelorstudium des englischen Rechts an der Universität Oxford von 1999 bis 2002, das sie mit einem first-class honours degree abschloss, folgte ein LL.M.-Studiengang an der Harvard Law School (2002–2003). Neben ihrem sich anschließenden Studium des deutschen Rechts an der Universität Erlangen (2003–2008) promovierte sie 2007 am Centre for British Studies der Universität Bamberg mit einer englischsprachigen, Recht und Literatur verbindenden Arbeit zur Geschichte des englischen Verlöbnisrechts. Die Arbeit wurde 2010 unter dem Titel Broken Engagements: The Action for Breach of Promise of Marriage and the Feminine Ideal, 1800–1940 bei Oxford University Press veröffentlicht. Nach einem weiteren Forschungsaufenthalt an der Harvard Law School und dem Erwerb eines Doctor of Juridical Science (S.J.D.) unter Betreuung durch Charles Donahue Jr. habilitierte sie sich 2016 an der Universität Regensburg bei Martin Löhnig mit einer englischsprachigen rechtsvergleichenden Arbeit zur Geschichte des Eherechts. Im selben Jahr wurde sie als Nachfolgerin von Frank Schäfer und Hans Hattenhauer auf eine W3-Professur für Bürgerliches Recht und Deutsche und Europäische Rechtsgeschichte an der Christian-Albrechts-Universität zu Kiel berufen. Sie fungierte dort zugleich als Co-Direktorin des Hermann Kantorowicz-Instituts für juristische Grundlagenforschung. Seit Dezember 2016 ist sie zusätzlich als Richterin am Schleswig-Holsteinischen Oberlandesgericht tätig. Im Jahr 2020 gründete sie gemeinsam mit Susanne Gössl, Sebastian Graf von Kielmansegg und Rudolf Meyer-Pritzl das Zentrum für Gesundheitsrecht.
Seit 2024 ist sie Mitherausgeberin der juristischen Ausbildungszeitschrift JURA und Mitglied der Kinderrechtekommission des Familiengerichtstags. Im selben Jahr nahm sie einen Ruf auf eine W3-Professur für Bürgerliches Recht und Globale Rechtsgeschichte mit Schwerpunkt Common Law an der Universität Hamburg an, an der sie seit Oktober 2024 tätig ist.

## Forschungsschwerpunkte
Lettmaiers Forschungsschwerpunkte liegen im Familien- und Erbrecht, vor allem in rechtshistorischer und rechtsvergleichender Perspektive, sowie auf den Querbezügen von Recht und Kultur.

## Belege
1. ↑  Saskia Lettmaier: Broken Engagements. Oxford University Press, Oxford 2010.
2. ↑  JURA INFO. In: JURA - Juristische Ausbildung. Band 46, Nr. 1, 1. Januar 2024, ISSN 1612-7021, S. 1–2, doi:10.1515/jura-2023-2153 (degruyter.com [abgerufen am 18. Mai 2024]).

| Personendaten    | Personendaten                                                              |
| ---------------- | -------------------------------------------------------------------------- |
| NAME             | Lettmaier, Saskia                                                          |
| ALTERNATIVNAMEN  | Lettmaier, Saskia Katharina (vollständiger Name)                           |
| KURZBESCHREIBUNG | deutsche Rechtswissenschaftlerin, Rechtshistorikerin und Hochschullehrerin |
| GEBURTSDATUM     | 11. März 1979                                                              |
| GEBURTSORT       | Schweinfurt                                                                |